# Фреймлайн

Плакат 38-го кінофестивалю Frameline, 2014 рік.

Фреймлайн (англ. Frameline) — американська некомерційна медіа-арт організація, яка займається проведенням Міжнародного ЛГБТ-кінофестивалю у Сан-Франциско (англ. The San Francisco International LGBT Film Festival). Нині цей захід є найстарішим ЛГБТ-кінофорумом. Завдання Фреймлайн полягає у зміцненні різноманітності спільноти геїв, лесбійок, бісексуалів та трансгендерів, візуальне підтвердження існування в суспільстві ЛГБТ-осіб за допомогою підтримки й просування широкого спектра культурних заходів та художнього втілення ЛГБТ в кіно, відео й інших видах мистецтва. Річна відвідуваність кінофоруму складає від 60 000 до 80 000 осіб. Таким чином фестиваль Фреймлайн є найбільшою ЛГБТ-виставкою і найзначнішою подією в культурному житті Сан-Франциско.

## Історія
Дані про те, коли фестиваль уперше запрацював, різняться. Так, видання San Francisco Chronicle описувало його, як «важливу подію 1976 року», офіційний же сайт заходу повідомляє, що кінофорум було засновано у 1977-му.
Перший кінопоказ відбувся в лютому 1977 року у нині не існуючому Центрі гей-громади на вулиці Grove Street під назвою «Гей-кінофестиваль восьми суперфільмів». Його засновником був Деніел Ніколетта, сподвижник і соратник Гарві Мілка. У 2004 році фестиваль змінив свою назву на коротшу Фреймлайн28 (англ. Frameline28) і став 28-м за рахунком щорічним заходом. Чергові кінофоруми іменуються згідно з цим же шаблоном, так, Фреймлайн39 відбувся з 18 по 28 червня 2015 року.
В історії фестивалю є своя чорна сторінка, пов'язана з трагічною загибеллю його директора Марка Фінча, який у 1995 році покінчив життя самогубством, стрибнувши з мосту Золоті ворота. Ця подія надихнула колишнього співдиректора Фреймлайн Джені Олсона зняти фільм «Радість життя», в основу сюжету якого покладено схожу історію.

## Нагороди
На фестивалі вручаються чотири нагороди:
- Премія «Фреймлайн»
- Нагорода в номінації «Найкращий документальний фільм»
- Нагорода в номінації «Найкращий художній фільм»
- Приз глядацьких симпатій

## Переможці
| Рік  | Назва                                 | Оригінальна назва              | Режисер                      | Країна                    |
| ---- | ------------------------------------- | ------------------------------ | ---------------------------- | ------------------------- |
| 1984 | Янгол                                 | Angel                          | Роберт Вінсент О'Ніл         | США                       |
| 1985 | Розбиті дзеркала                      | Gebroken spiegels              | Марлен Горріс                | Нідерланди                |
| 1986 | Чоловіки за стіною                    | Westler                        | Віланд Шпек                  | Німеччина                 |
| 1987 | Закон бажання                         | La ley del deseo               | Педро Альмодовар             | Іспанія                   |
| 1988 | Друзі назавжди                        | Venner for altid               | Стефан Хензельман            | Данія                     |
| 1989 | Знайдене серце                        | Le coeur découvert             | Жан Ів ЛаФорс                | Канада                    |
| 1990 | У світі є не тільки помаранчі         | Oranges Are Not the Only Fruit |                              | США                       |
| 1991 | Самотні разом                         | Together Alone                 | Пол Кастелланета             | США                       |
| 1992 | Шуан Чжо                              | Shuang zhuo                    | Ю.-Шаню Хуан                 | Гонконг                   |
| 1993 | Напасть                               | Grief                          | Річард Глатцер               | США                       |
| 1994 | Тільки Хоробрий                       | Only the Brave                 | Ана Коккінос                 | Австралія                 |
|      | Світу і часу достатньо                | World and Time Enough          | Ерік Мюллер                  | США                       |
| 1995 | Коста Брава                           | Costa Brava                    | Marta Balletbò-Coll          | Іспанія                   |
|      | Паралельні Сини                       | Parallel Sons                  | Джон Г. Янг                  | США                       |
| 1996 | Стоунволл                             | Stonewall                      | Найджел Фінч                 | США                       |
| 1997 | Лілії                                 | Lilies - Les feluettes         | Джон Грейсон                 | Канада                    |
| 1998 | 17                                    | Edge of Seventeen              | Девід Мортон                 | США                       |
| 1999 | Чатні попкорн                         | Chutney Popcorn                | Ніша Гантара                 | США                       |
| 2000 | Великий рай                           | Big Eden                       | Томас Безуча                 | США                       |
| 2001 | Залізні дами                          | Satree lek                     | Yongyoot Thongkongtoon       | Таїланд                   |
| 2002 | Дивний танець                         | The Business of Fancydancing   | Шерман Алексі                | США                       |
| 2003 | Так сестро, ні сестро                 | Ja zuster, nee zuster          | Пітер Крамер                 | Нідерланди                |
| 2004 | Брата до брата                        | Brother to Brother             | Родні Еванс                  | США                       |
| 2005 | Трансамерика                          | Transamerica                   | Дункан Такер                 | США                       |
| 2006 | Гімнастка                             | The Gymnast                    | Нед Фарр                     | США                       |
| 2007 | 4 хвилини                             | Vier Minuten                   | Кріс Краус                   | Німеччина                 |
| 2008 | XXY                                   | XXY                            | Лусія Пуенсо                 | Аргентина Іспанія Франція |
| 2009 | Патрік 1,5                            | Patrik 1,5                     | Елла Лемхаген                | Швеція                    |
| 2010 | Зустрічна течія                       | Contracorriente                | Хав'єр Фуентес-Леон          | Перу                      |
| 2011 | Hit So Hard: Школа життя Патті Шемель | Hit So Hard                    | П. Девід Еберсоул            | США                       |
| 2012 | Злива                                 | Cloudburst                     | Том Фіцджеральд              | США Канада                |
| 2013 | Рідкісні квіти                        | Flores Raras                   | Бруно Баррето                | Бразилія                  |
| 2014 | В його очах                           | Hoje Eu Quero Voltar Sozinho   | Даніель Рібейро              | Бразилія                  |
| 2015 | Маргарита з соломинкою                | Margarita, with a Straw        | Shonali Bose, Nilesh Maniyar | Індія                     |